# Purian Sar
Der Purian Sar ist ein 6293 m hoher Berg im äußersten Westen des Karakorum-Gebirges im pakistanischen Sonderterritorium Gilgit-Baltistan. 

## Lage
Die vergletscherten Flanken des Purian Sar werden zum westlich verlaufenden Karambar entwässert.

## Besteigungsgeschichte
Im Himalaya-Index ist eine Erstbesteigung des Purian Sar im Jahr 1975 über den Nordwestgrat dokumentiert. Eine japanische Expedition erreichte am 7. August 1975 (Tsuyoshi Furuichi, Ryuji Hayashibara, Hiroshi Inoue und Yasunori Ito) sowie am Folgetag (Yoshihiro Uchida, Teruhiko Nakajima und Junichi Takahashi) den Gipfel.

## Nebengipfel
Der Nordgipfel des Purian Sar hat eine Höhe von 6247 m.